# Mysateles garridoi
Mysateles garridoi és una espècie de mamífer rosegador histricomorf de la família Capromyidae en greu perill d'extinció.
Les últimes poblacions es troben al sud de la península de Zapata, l'est de l'illa de la Juventud, i alguns punts de l'arxipèlag dels Canarreos.